# Hypoxis muhilensis
Hypoxis muhilensis är en enhjärtbladig växtart som beskrevs av Justyna Wiland. Hypoxis muhilensis ingår i släktet Hypoxis och familjen Hypoxidaceae.

## Underarter
Arten delas in i följande underarter:
- H. m. kansimbensis
- H. m. muhilensis